# Orange Park (Florida)
Orange Park es un pueblo ubicado en el condado de Clay en el estado estadounidense de Florida. En el Censo de 2010 tenía una población de 8.412 habitantes y una densidad poblacional de 612 personas por km².

## Geografía
Orange Park se encuentra ubicado en las coordenadas 30°10′15″N 81°42′17″O / 30.17083, -81.70472. Según la Oficina del Censo de los Estados Unidos, Orange Park tiene una superficie total de 13.75 km², de la cual 9.39 km² corresponden a tierra firme y (31.71%) 4.36 km² es agua.

## Demografía
Según el censo de 2010, había 8.412 personas residiendo en Orange Park. La densidad de población era de 612 hab./km². De los 8.412 habitantes, Orange Park estaba compuesto por el 75.88% blancos, el 14.76% eran afroamericanos, el 0.34% eran amerindios, el 3.2% eran asiáticos, el 0.13% eran isleños del Pacífico, el 2.28% eran de otras razas y el 3.4% pertenecían a dos o más razas. Del total de la población el 8.8% eran hispanos o latinos de cualquier raza.